# Claudia Maria Hofmann
Claudia Maria Hofmann (* 1977) ist eine deutsche Juristin.

## Leben
Nach der Promotion an der Universität Kassel 2012 und der Habilitation 2017 an der Universität Regensburg ist sie seit 2020 Professorin für Öffentliches Recht und Europäisches Sozialrecht an der Europa-Universität Viadrina.
Ihre Forschungsschwerpunkte sind deutsches und ausländisches Verfassungsrecht, deutsches und europäisches Sozialrecht, Völkerrecht, Migrationsrecht, Rechtssoziologie und Rechtsvergleichung.

## Schriften (Auswahl)
- Internationale Sozialstandards im nationalen Recht. Eine Untersuchung am Beispiel des Systems sozialer Sicherheit in Südafrika. Tübingen 2013, ISBN 3-16-152383-0.
- Jenseits von Gleichheit. Gleichheitsorientierte Maßnahmen im internationalen, europäischen und nationalen Recht. Tübingen 2019, ISBN 3-16-155991-6.
- Streik(recht) in der Internationalen Arbeitsorganisation. Steht das System zur Überwachung internationaler Arbeits- und Sozialstandards auf der Kippe?. Berlin 2014, ISBN 978-3-86498-869-1.
- mit Indra Spiecker genannt Döhmann und Astrid Wallrabenstein (Hrsg.): Mehrwert der Selbstverwaltung. Berlin 2020, ISBN 3-631-81124-1.